# من و ملتون من
من و ملتون من (به انگلیسی: Me and My Moulton) یک فیلم انیمیشن کوتاه کانادایی-نروژی به کارگردانی و نویسندگی توریل کووه که در سال ۲۰۱۴ ساخته شده است. این فیلم نخستین بار در جشنواره بین‌المللی فیلم تورنتو به نمایش درآمد و کاندید جایزه بهترین انیمیشن کوتاه در هشتاد و هفتمین دوره جوایز اسکار بود، ولی جایزه را دریافت نکرد.